# Roderath
Roderath ist ein nordöstlicher Ortsteil der Gemeinde Nettersheim im nordrhein-westfälischen Kreis Euskirchen.

## Geografie
Am nordöstlichen Ortsausgang entspringt der Kolvenbach. In Roderath liegt eine Reitanlage für Islandpferde. Am südlichen Ortsausgang befindet sich der „Roderather Marmorbruch“ für Kalkstein.
Im Ort befindet sich eine Löschgruppe der Freiwilligen Feuerwehr Nettersheim.

## Geschichte
Sehenswert sind die Überreste einer römischen Villa rustica 800 m westlich von Roderath.
Vermutlich wird der Ort im Jahre 893 als „Rodenre“ im Prümer Urbar erstmals erwähnt.
Im Ort befindet sich die katholische Kapelle St. Maternus und St. Antonius.
Am 1. Juli 1969 wurde Roderath nach Nettersheim eingemeindet.

## Verkehr
Der Ort liegt am Schnittpunkt der Kreisstraßen 34 und 36, welche in Richtung Pesch, Bouderath, Frohngau und Engelgau verlaufen. Die nächsten Autobahnanschlussstellen sind Blankenheim und Nettersheim an der Bundesautobahn 1. Der nächste Bahnhof liegt in Nettersheim.
Die VRS-Buslinien 820 und 824 der RVK verbinden den Ort mit Nettersheim, Blankenheim, Bouderath und Bad Münstereifel, überwiegend als TaxiBusPlus im Bedarfsverkehr.
| Linie | Verlauf |
| ----- | --- |
| 820   | MiKE (außer im Schülerverkehr): Bouderath – Roderath – Frohngau – Holzmülheim – Buir – Tondorf – Engelgau – Zingsheim – Nettersheim Bf – Marmagen – Bahrhaus                                                                              |
| 824   | MiKE (außer im Schülerverkehr): Blankenheim – Mülheim – Tondorf – Buir – Holzmülheim – Frohngau – Roderath – Bouderath – (Witscheiderhof – Bergrath) / Kolvenbach – Hohn – Eicherscheid – Bad Münstereifel Eifelbad – Bad Münstereifel Bf |